# Astragalus tetrastichus
Astragalus tetrastichus är en ärtväxtart som beskrevs av Aleksandr Andrejevitj Bunge. Astragalus tetrastichus ingår i släktet vedlar, och familjen ärtväxter. Inga underarter finns listade i Catalogue of Life.